# 董冬冬
董冬冬（英語：Dong Dongdong，1981年—），北京市人，中华人民共和国音乐制作人。

## 生平
2003年，毕业于北京电影学院录音系。
2009年为电视剧《老牛家的战争》创作片尾曲《时间都去哪儿了》，2013年，该曲于被选为电影《私人订制》的插曲，选入2014年央视春晚。2013年，为电影《无人区》配乐，提名为第51届台湾电影金马奖最佳原创音乐奖。
2014年，为电影《心花路放》和《北京爱情故事》配乐，并凭借《终于等到你》获得第21届东方风云榜“最佳作曲奖”。
2015年，为电影《奔跑吧兄弟》、《战狼》、《道士下山》、《山河故人》创作主题曲。
2016年，凭借电影《夏洛特烦恼》中的歌曲《一次就好》获得首届金羊奖澳门国际电影节“最佳电影原创音乐奖”。
2017年，董冬冬为电影《羞羞的铁拳》，电视剧《人民的名义》、《欢乐颂2》、《大军师司马懿》等剧配乐、创作主题曲和插曲。
2021年，为电视剧《光榮與夢想》创作致敬曲《繁星璀璨的天空》
，为电视剧《天龍八部》创作爱情主题曲《无疾而终》等歌曲。